# Trichopeza albocincta
Trichopeza albocincta is een vliegensoort uit de familie van de Brachystomatidae. De wetenschappelijke naam van de soort is voor het eerst geldig gepubliceerd in 1846 door Carl Henrik Boheman.